# Camponotus silvestrii
Camponotus silvestrii là một loài kiến đục gỗ thuộc chi Camponotus.